# Anakronisme
Anakronisme (af græsk ανα ana "igen", "tilbage" og χρόνος chronos "tid") betegner en tidsmæssig uoverensstemmelse af elementer inden for en given sammenhæng.
Generelt forekommer anakronismer, når noget fejlagtigt eller bevidst (f.eks. i kunstnerisk øjemed) fremstilles som tilhørende en anden tidsperiode end det normalt tilskrives, eller når man iagttager fortiden ud fra ens egne forudsætninger, f.eks når vi kritiserer andre tiders folk for at have brugt tortur etc. I dette tilfælde, bebrejder vi altså dem ud fra vores egne forudsætninger, uden at tage højde for at tortur er blevet brugt som lovligt afstraffelsesmiddel i mere end 3000 år.
Et af de mest berømte eksempler på en anakronisme er fra Shakespeares Julius Cæsar der indeholder et mekanisk ur, en opfindelse der først så dagens lys hundredvis af år efter Cæsars tid.
| - Eksempler på anakronismer - Orfeus, fra antikkens græske mytologi, maleri af Cesare Gennari (en) med en violin, som først blev opfundet i 1500-tallet. En lyre ville have været naturlig i antikken. - Præsident Abraham Lincoln (1809-65) om bord på det moderne præsidentfly Air Force One. Billedet er skabt med kunstig intelligens (AI) - Abraham Lincoln med en smartphone |